# Абд аль-Малік ібн-Катан аль-Фіхрі
Абд аль-Малік ібн-Катан аль-Фіхрі (*араб. عبد الملك بن قطن الفهري —742) — валі Аль-Андалуса у 732—734 та 740—742 роках.

## Біографія
Походив з впливової аристократичної арабської родини Фіхридів. Замолоду був у почті халіфа в Дамаску. Згодом перебрався до Іфрикії, де служив місцевим валі. Після загибелі в 732 році Абд ар-Рахмана у битві при Пуатьє, призначений новим валі Аль-Андалуса. 733 року здійснив похід уздовж Рони, але не завдав суттєвої поразки франкам. Того ж року боровся проти повсталих християн в Арагоні.
734 року розпочав похід проти повсталих басків, яких підтримували франкські герцоги. Війська на чолі із Абд аль-Маліком не змогли захопити Памплону. Не бажаючи затримуватися, валі залишив облогу міста, а сам рушив до Васконії. Тут не досяг значних успіхів, незважаючи на початкову перемогу неподалік річки Гарона, зіштовхнувшись зі спротивом Едо Аквітанського. Тому повернувся до Піренеїв. Скориставшись цією невдачею, його того ж року за намовою усунуто з посади й запроторено до в'язниці.
У 740 році після смерті валі Укби ібн аль-Хаджаї аль-Салулі відновлено на посаді намісника Аль-Андалуса. Того ж року стикнувся з потужним повстанням берберів на півночі та півдні півострова (воно перекинулося з Магрибу, де їх очолив Майсара аль-Матґарі). Внаслідок першого сили мусульман послабилися в колишній провінції Галеція (тут також бербери також повстали), північну частини якої, а також практично усю Астурію довелося залишити на користь Альфонсо I. 
Повстання берберів на півдні вдалося придушити за допомогою сирійських військ. Після цієї перемоги у 742 році Абд аль-Маліка було заарештовано в Кордові очільником сирійців Балджем ібн-Біхром аль-Кушайрі. За наказом останнього Абд аль-Маліка ібн Катана було розп'ято, а потім тіло померлого кинуто собаком й свиням.